# Christian Rothenberger
Christian Rothenberger (* 11. Mai 1868 in Buchs, Kanton St. Gallen; † 21. September 1938 in Basel; heimatberechtigt in Buchs und Sevelen) war ein Schweizer Lehrer, Richter und Politiker.

## Leben und Werk

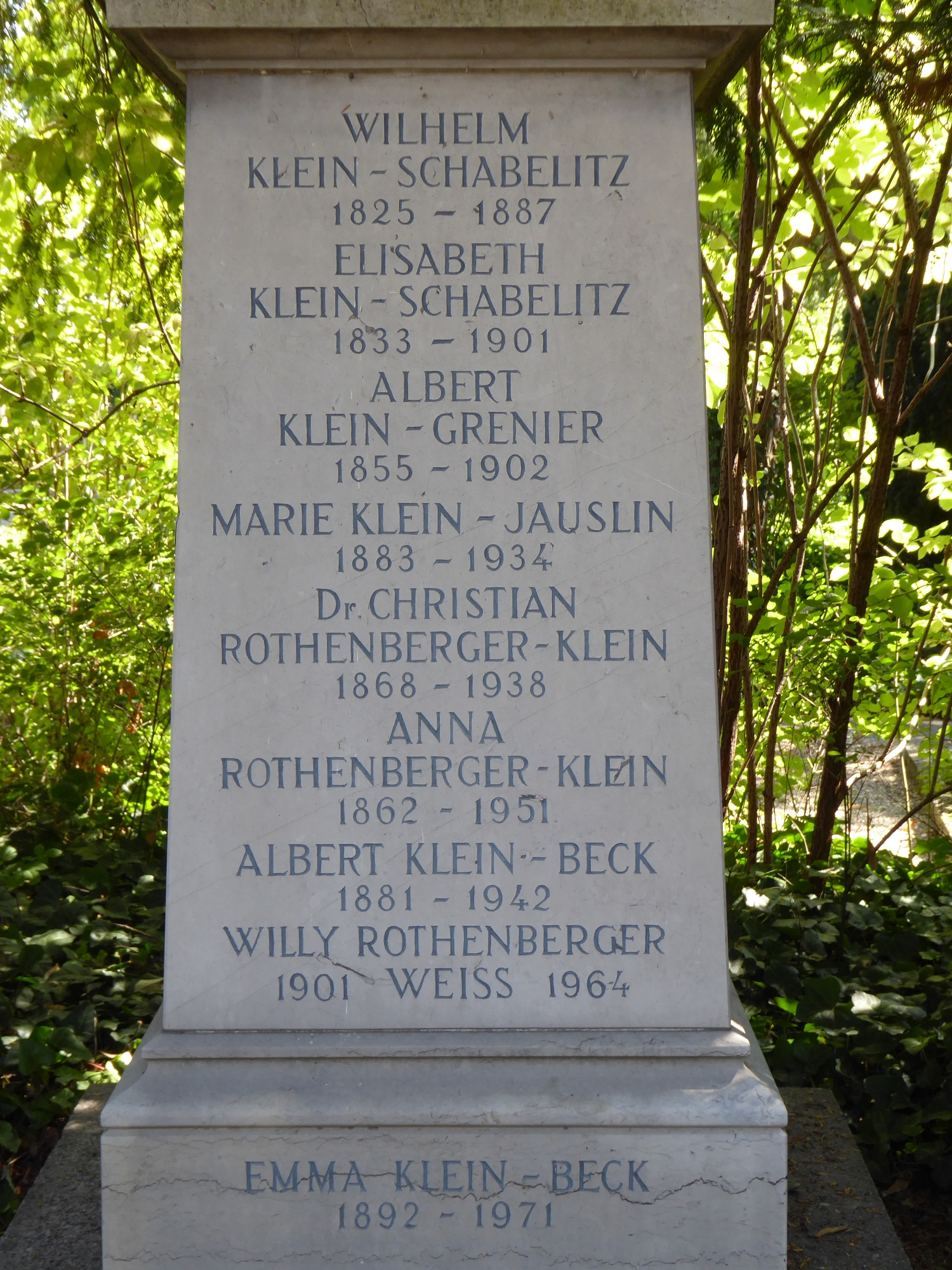
Familiengrab auf dem Friedhof Wolfgottesacker

Rothenberger erwarb das Lehrerpatent in St. Gallen und unterrichtete ab 1889 in Rolle, Yverdon und Genf, ab 1894 in Basel. An der Universität Basel studierte Rothenberger Geisteswissenschaften und promovierte 1897. Es folgte ein Rechtsstudium in Genf, Basel und Bern, das er 1900 erfolgreich abschloss.
Rothenberger war ab 1901 als Advokat und von 1902 bis 1922 als Richter am Basler Strafgericht tätig. Als freisinniger Politiker vertrat Rothenberger seine Partei von 1905 bis 1920 im Grossrat und von 1908 bis 1919 im Nationalrat. Seine Initiative für eine eidgenössische Invalidenversicherung (IV) und Alters- und Hinterlassenenversicherung (AHV) wurde 1925 abgelehnt.
Rothenberger war mit Anna Pilliod, geborene Klein (1862–1951), verheiratet und war der Schwiegersohn von Wilhelm Klein-Schabelitz. Seine letzte Ruhestätte fand er auf dem Friedhof Wolfgottesacker in Basel.